# 사천우체국
사천우체국은 경상남도 사천시를 관할하는 부산지방우정청 우체국이다.

## 연혁
- 1910년 4월 16일: 사천우편소로 개소
- 1950년 1월 12일: 사천우체국으로 개칭
- 1971년 12월 15일: 사무관국으로 승격
- 1985년 11월 6일: 현청사로 신축이전(수석리 259-9)
- 1997년 7월 1일: 사천선구동, 사천대방동 편입
- 1999년 4월 1일: 삼천포우체국 편입
- 2001년 10월 1일: 경남정동우체국을 사천정동우체국으로 명칭 변경[1]
- 2011년 12월 19일: 곤명우체국을 사천곤명우체국으로, 사남우체국을 사천사남우체국으로, 서포우체국을 사천서포우체국으로, 축동우체국을 사천축동우체국으로 명칭 변경[2]
- 2013년 7월 1일: 곤양우체국을 사천곤양우체국으로, 용현우체국을 사천용현우체국으로 명칭 변경[3]
- 2014년 1월 1일: 우편구역을 다음과 같이 고시[4]

| 배달국       | 배달구역                                   | 구역번호                                                                                       |
| ------------ | ------------------------------------------ | ---------------------------------------------------------------------------------------------- |
| 사천우체국   | 사천읍 · 사남면 · 용현면 · 정동면 · 축동면 | 52510 ~ 52524 52526 ~ 52540 52547, 52554 52555 52504 ~ 52512 52515 52521 ~ 52525 52536 ~ 52540 |
| 삼천포우체국 | 사천시 동 전체                             | 52536, 52540 일부 52546 ~ 52571 52546 ~ 52553                                                  |
| 곤양우체국   | 곤양면 · 곤명면 · 서포면                   | 52500 ~ 52508 52540 ~ 52545                                                                    |

- 2015년 12월 31일: 사천대방동우체국 폐국[5]
- 2017년 3월 1일: 사천사주리우편취급국 폐국[6]
- 2017년 11월 1일: 사천남양우편취급국 폐국[7]

## 관할 우체국
| 우체국명               | 사진 | 주소                                    | 비고                                                    |
| ---------------------- | ---- | --------------------------------------- | ------------------------------------------------------- |
| 사천곤명우체국         |      | 경상남도 사천시 곤명면 경서대로 3421    | 별정우체국 2011년 12월 19일 곤명우체국에서 명칭 변경    |
| 사천곤양우체국         |      | 경상남도 사천시 곤양면 곤양로 103-1     | 2013년 7월 1일 곤양우체국에서 명칭 변경                 |
| 사천남양우편취급국     |      | 경상남도 사천시 임내길 9                | 2017년 11월 1일 폐국                                    |
| 사천대방동우체국       |      | 경상남도 사천시 각산로 92-1             | 2015년 12월 31일 폐국                                   |
| 사천동서금동우편취급국 |      | 경상남도 사천시 남일로 52               |                                                         |
| 사천사남우체국         |      | 경상남도 사천시 사남면 진삼로 1130      | 별정우체국 2011년 12월 19일 사남우체국에서 명칭 변경    |
| 사천사주리우편취급국   |      | 경상남도 사천시 사천읍 진삼로 1391      | 2017년 3월 1일 폐국                                     |
| 사천서포우체국         |      | 경상남도 사천시 서포면 서포로 295       | 별정우체국 2011년 12월 19일 서포우체국에서 명칭 변경    |
| 사천선구동우체국       |      | 경상남도 사천시 중앙로 50               |                                                         |
| 사천용현우체국         |      | 경상남도 사천시 용현면 진삼로 636       | 2013년 7월 1일 용현우체국에서 명칭 변경                 |
| 사천정동우체국         |      | 경상남도 사천시 정동면 상정대로 2540-49 | 별정우체국 2001년 10월 1일 경남정동우체국에서 명칭 변경 |
| 사천축동우체국         |      | 경상남도 사천시 축동면 길평길 37        | 별정우체국 2011년 12월 19일 축동우체국에서 명칭 변경    |
| 삼천포우체국           |      | 경상남도 사천시 중앙로 120              |                                                         |
| 제336군사우편출장소    |      | 경상남도 사천시 사천읍 사천대로 1949    |                                                         |

## 조직
- 영업과
- 우편물류과
- 경영지도실